# 周参見氏
周参見氏（すさみうじ）は、紀伊国の国人衆。日本の氏族の一つ。

## 概要
周参見氏は代々周参見城（西牟婁郡周参見村周参見浦、現・和歌山県すさみ町周参見）を居城とした。
祖は、周参見家の菩提寺である妙心寺派万福寺に残る墓石調査などから、藤原北家の流れを汲むとの説が有力である。なお、居城が1401年（応永8年）に築城されたことから、同一族が周参見氏を称したのもこの頃であると考えられている。
南北朝時代、四国から紀伊にかけて安宅氏隆盛の基盤を築いた安宅頼藤の弟が周参見氏の名跡を継ぎ、安宅水軍の一翼を担ったという。
戦国時代に至り、1546年（天文15年）、周参見領に若一王子神社（明治時代に王子神社と改称）が創建され、周参見氏安が那智より勧請（諸説あり）してきたものとされている。
『周参見家文書』によれば、1562年（永禄5年）、教興寺の戦いで周参見氏長が畠山高政に属して三好長慶と戦うが敗れた。後に豊臣秀吉が天下統一を果たすと秀吉の従弟秀長に仕えて紀伊国牟婁郡内1700石を領した。
関ヶ原の戦いを経て周参見氏は大坂夏の陣において豊臣方に加わったため、改易となる。
周参見氏の系譜は確実なものがないが一門の安宅氏より度々養子を得て存続させている。